# Abandon Time
Abandon TIme är det svenska indierockbandet Starmarkets femte och sista studioalbum, utgivet 2004 på Strange Fruit. Skivan var deras första på bolaget. Från skivan utgavs singeln Cologne.

## Låtlista
1. "Antichrist"
2. "Cologne"
3. "Redundance"
4. "Mountain"
5. "Headfirst"
6. "Tension"
7. "The Vanishing Gates"
8. "Clover"
9. "Schoolyard"
10. "Don't Fear the Dark Ends"
11. "Biscuits for Everyone"
12. "Vicious Circles"

### Fotnoter
1. ↑  ”Abandon Time”. Discogs.com. http://www.discogs.com/Starmarket-Abandon-Time/release/2268303. Läst 1 april 2012.